# Constantin Henriquez
Constantin Henriquez (onbekend) was een Frans rugbyspeler.

## Carrière
Tijdens de Olympische Zomerspelen 1900 werd Henriquez met zijn ploeggenoten kampioen. 
Aan het touwtrekken deed ook een Constantin Henriquez mee. Dit is waarschijnlijk een ander persoon.

## Erelijst

### Rugby
- 1900:  Olympische Zomerspelen